# Polarimétrie radar
La polarimétrie radar est une discipline qui consiste à déterminer les propriétés physiques de la surface de la terre à partir des données de la matrice de diffusion,  ces données étant obtenus à l'aide d'un système radar à synthèse d'ouverture RSO.

## Détails

### Synthèse de polarisation
La synthèse de polarisation est une technique de polarimétrie qui consiste à augmenter la visualisation et la netteté de certains éléments sur l'image polarisée à l'aide de combinaisons polarimétriques.

### Quelques systèmes de radars polarimétriques
Il existe plusieurs types de systèmes de radars polarimétriques par exemple EMISAR Danemark, ou encore JPL AIRSAR NASA.

### Signature de polarisation
L'utilisation d'une signature de polarisation est une façon simplifiée de visualisation des données de diffusion sous forme de cartes tridimensionnelles. Ce type de signature varie en fonction de l'objet d'études.